# Гужношур
Гужношу́р (рос. Гужношур, удм. Почыш) — присілок в Малопургинському районі Удмуртії, Росія.
Урбаноніми:
- вулиці — Зарічна, Лучна, Польова, Садова, Центральна

## Населення
Населення — 180 осіб (2010; 181 в 2002).
Національний склад станом на 2002 рік:
- удмурти — 96 %